# Bouillancourt-la-Bataille
Bouillancourt-la-Bataille är en kommun i departementet Somme i regionen Hauts-de-France i norra Frankrike. Kommunen ligger i kantonen Montdidier som tillhör arrondissementet Montdidier. År 2022 hade Bouillancourt-la-Bataille 144 invånare.

## Befolkningsutveckling
Antalet invånare i kommunen Bouillancourt-la-Bataille
| Referens: INSEE |